# Алибегашвили, Тариель Георгиевич
Тариель Георгиевич Алибегашвили (22 июня 1945 или 23 июня 1945, Степанцминда, Мцхета-Мтианети — 25 марта 1991, Душети, Мцхета-Мтианети) — советский борец вольного стиля, чемпион СССР, призёр чемпионата мира, мастер спорта СССР международного класса (1966).

## Биография
Увлёкся борьбой в 1963 году. В 1965 году выполнил норматив мастера спорта СССР. Участник 8 чемпионатов СССР. Оставил большой спорт в 1973 году. Погиб в автокатастрофе.

## Спортивные результаты
- Чемпионат СССР по вольной борьбе 1965 года — ;
- Вольная борьба на летней Спартакиаде народов СССР 1971 года — ;
- Чемпионат СССР по вольной борьбе 1972 года — ;

## Память
В Степанцминде проводится турнир по вольной борьбе среди юношей памяти Тариеля Алибегашвили.